# Roman Týce
Roman Týce (Roudnice nad Labem, 1977. május 7.) cseh válogatott labdarúgó.
Karrierje során megfordult a Sparta Praha, a Slovan Liberec, a német 1860 München és az SpVgg Unterhaching csapataiban.
A válogatottban 1999 és 2005 között szerepelt, összesen 25 alkalommal és egy gólt szerzett. Tagja volt a 2004-es labdarúgó-Európa-bajnokságon részvevő cseh válogatott keretének.

## Külső hivatkozások
- Profil a Cseh Labdarúgó-szövetség honlapján (csehül)